# Willingen (Upland)

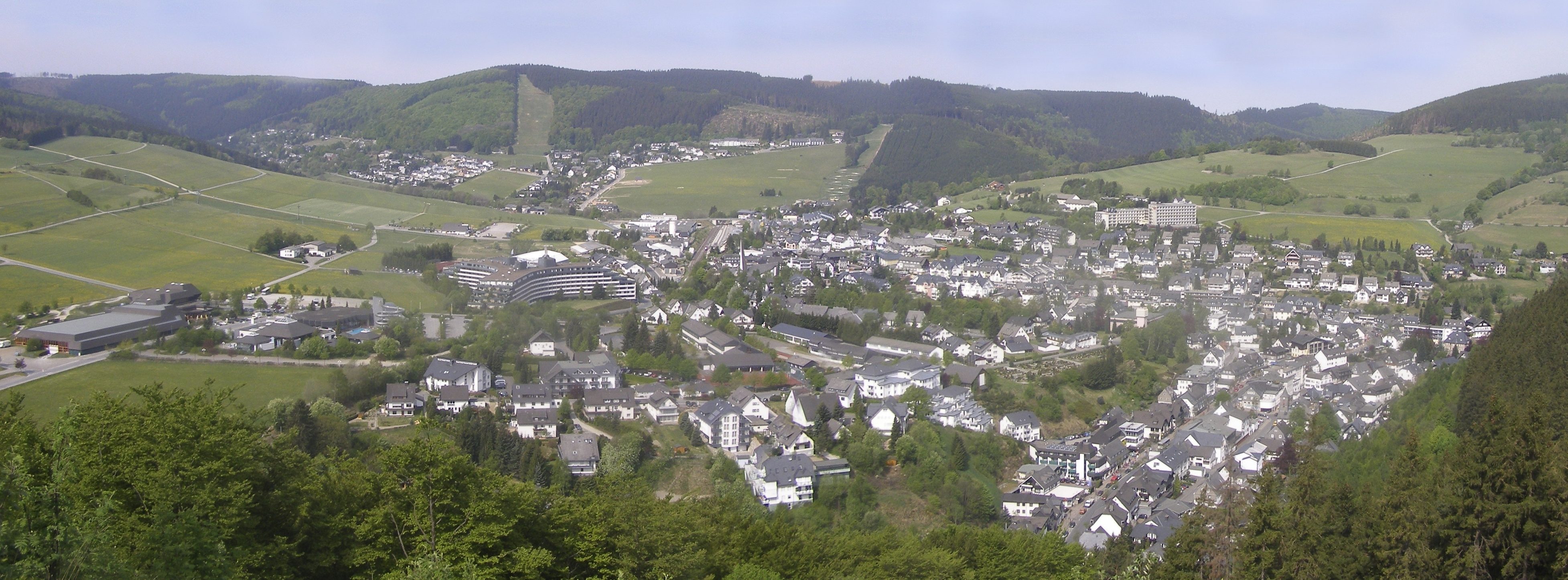
Panoramablick von Osten auf Willingen (Kernort ohne Stryck) mit dem Hoppernkopf (hinten) …

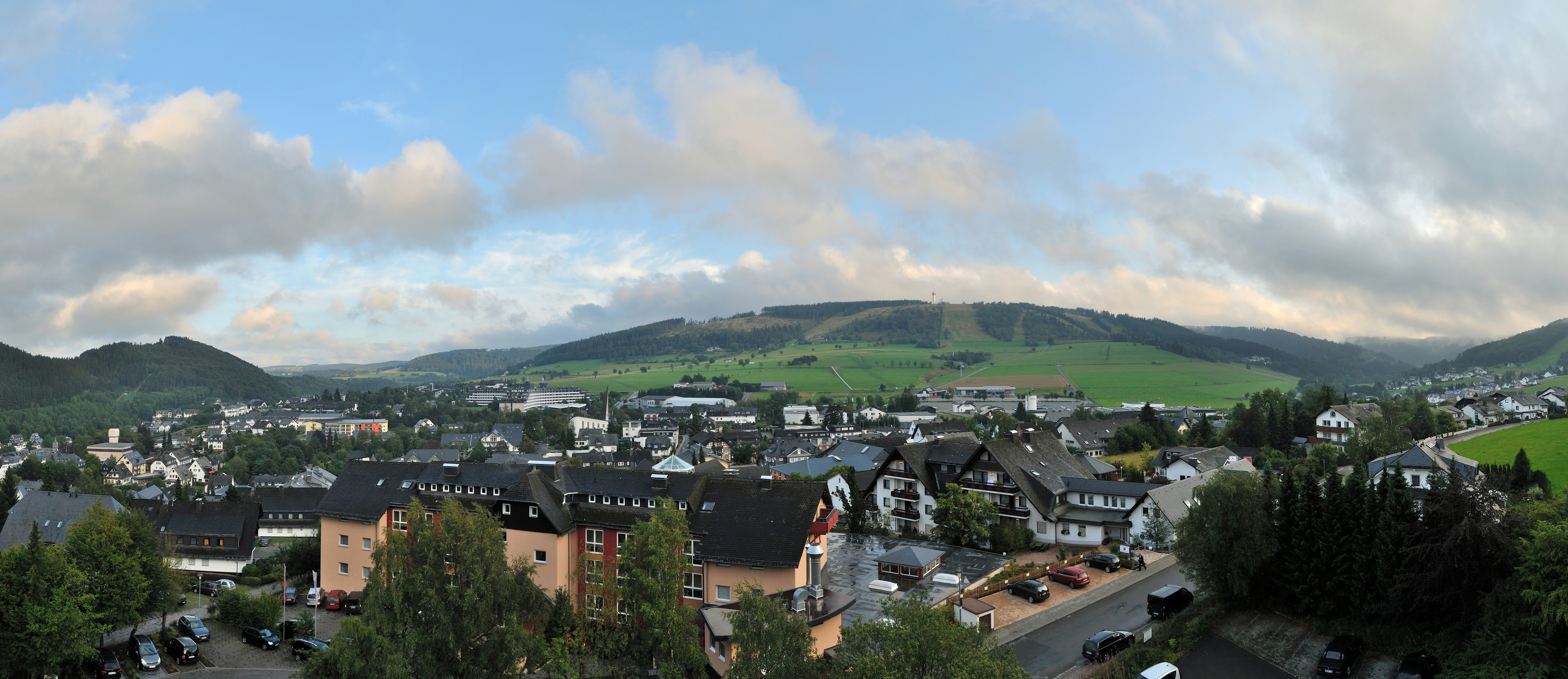
… und von Nordwesten, hier mit dem Willinger Hausberg, dem Ettelsberg (mittig hinten)

Willingen (Upland) ist eine Gemeinde im Upland, dem nordöstlichen Teil des Rothaargebirges. Sie gehört zum nordhessischen Landkreis Waldeck-Frankenberg und grenzt direkt an den Hochsauerlandkreis in Nordrhein-Westfalen.
Die urkundliche Ersterwähnung Willingens geht auf das Jahr 1380 zurück. In ihrer heutigen Form besteht die Gemeinde seit der Gebietsreform 1974, als die heutigen Ortsteile zur neuen Gemeinde Willingen zusammengelegt wurden. Willingen ist Wintersportort und wirbt in der Regel mit dem Zusatz Hochsauerland. International bekannt ist es durch die jährlich stattfindenden Weltcup-Skispringen der FIS an der Mühlenkopfschanze und der 2007 erbauten EWF-Biathlon-Arena. Wahrzeichen von Willingen ist ein Viadukt, das im Ersten Weltkrieg erbaut wurde und bis heute als Eisenbahnbrücke genutzt wird.

## Geographie

### Geographische Lage und Umgebung
Die Gemeinde Willingen liegt im Nordwesten von Nordhessen im Nordostteil des Rothaargebirges und im Rahmen ihrer Kernortschaft etwa 60 km (Luftlinie) westlich von Kassel. Das Gemeindegebiet gehört zum Upland und damit auch zum Sauerland.
In diesem Teil des Rothaargebirges entspringen neben der Diemel auch deren Zuflüsse Hoppecke und Itter. Die Quellen liegen etwa 400 m auseinander, umgeben von Langenberg (843,2 m) an der Grenze zu Nordrhein-Westfalen, Mittelsberg (801 m), Hegekopf (842,9 m), Mühlenkopf (ca. 815 m) und Ettelsberg (837,7 m). Im Gebiet des Langenberges liegt mit über 843 m der höchste Punkt des Gemeindegebiets, wobei sich der Gipfelpunkt etwa 20 m von der Gemeindegrenze entfernt auf dem Gebiet Nordrhein-Westfalens befindet.
Die Hoppecke fließt nach Norden ab, erreicht nach kurzem Lauf den westlichen Ortsrand von Willingen. Weiter nach Norden fließend verlässt sie wenig später das Gemeindegebiet Richtung Brilon-Wald. Nordwestlich der Hoppecke bildet der Höhenzug zwischen Langenberg und Hoppernkopf (805 m) die Grenze zu Olsberg und Brilon. Der Hoppernkopf leitet nach Norden zum Höhenzug Schellhorn (max. 761 m) über, der in Nordrhein-Westfalen im Stadtgebiet von Brilon liegt.
Die etwas südlicher entspringende Itter durchfließt das Waldgebiet Stryck zunächst in östlicher Richtung, wendet aber ihren Lauf bald ebenfalls nach Norden und passiert dabei die Ortschaft Stryck. Anschließend durchfließt sie Willingen am östlichen Ortsrand. Östlich liegen Iberg (720,5 m) und Orenberg. Weiter in nordnordöstliche Richtungen fließend führt ihr Weg westlich von Schwalefeld vorbei Richtung Diemelsee. Kurz vor Bontkirchen verlässt die Itter das Gemeindegebiet. Nördlich von Willingen trennt der Höhenzug des Dreis mit dem Hohen Eimberg (806,1 m) Hoppecke und Itter.
Östlich des Itteroberlaufs ragen Musenberg (738 m), Hohe Pön (792,7 m), Emmet (742,5 m) und Auf’m Knoll (739,3 m) auf. An der Ostflanke des Knoll entspringt die Diemel, die nach Norden abfließt. Nach rund 2 km durchfließt sie den Ortsteil Usseln. Ihr weiterer Weg führt sie westlich an Osterkopf (708,5 m) und Sähre (726 m) vorbei. Anschließend wendet sie ihren Lauf nach Osten, durchfließt den Ortsteil Hemmighausen und verlässt anschließend das Gemeindegebiet.
Südlich von Usseln entspringt die Neerdar. Diese durchfließt das östliche Gemeindegebiet von West nach Ost, wobei sie mehrfach die Richtung ändert. Dabei durchfließt sie die Ortschaften Neerdar und Bömighausen, bevor sie das Gemeindegebiet verlässt. Während die Berge im Quellgebiet der Neerdar über 600 m hoch aufragen, flacht die Landschaft Richtung Osten merklich ab. Im Südosten liegt mit 401 m Höhe die niedrigste Stelle im Gemeindegebiet im Tal der Neerdar. Der Werbelberg nördlich von Bömighausen erreicht noch eine Höhe von 553,8 m.

### Flächennutzung und Ausdehnung des Gemeindegebiets
Das Gemeindegebiet erstreckt sich über rund 15,8 km vom Langenberg im Westen bis zum Rhenatal im Osten und über rund 11 km zwischen Twerenberg im Norden und Hopperkopf im Süden.
Das 80,19 Quadratkilometer große Gemeindegebiet umfasst mit Stand 2018: 440 ha Gebäude- und Freifläche, 30 ha Betriebsfläche, 395 ha Erholungsfläche, 421 ha Verkehrsfläche, 2705 ha Landwirtschaftsfläche, 4000 ha Waldfläche, 120 ha Wasserfläche und 207 ha Gemeindefläche unterliegen einer anderen Nutzungsart.

### Nachbargemeinden
Willingen grenzt im Norden an die Gemeinde Diemelsee, im Osten an die Stadt Korbach (beide in Nordhessen), im Süden an die Stadt Medebach, im Südwesten an die Stadt Winterberg, im Westen an die Stadt Olsberg und im Nordwesten an die Stadt Brilon (alle vier im Hochsauerlandkreis in Nordrhein-Westfalen).

### Gemeindegliederung
Die Gemeinde Willingen gliedert sich in die Ortsteile Bömighausen (258 Einwohner), Eimelrod (431 Einwohner), Hemmighausen (96 Einwohner), Neerdar (111 Einwohner), Rattlar (262 Einwohner), Schwalefeld (579 Einwohner), Usseln (1697 Einwohner), Welleringhausen (85 Einwohner) und Willingen (2503 Einwohner) mit Hoppern und Stryck. Die für die Ortsteile angegebenen Einwohnerzahlen sind die Hauptwohnsitze gemäß der Angabe der Gemeinde Willingen.

### Klima
In Willingen herrscht typisches Mittelgebirgsklima. Es wird durch den in diesem Bereich vorherrschenden Übergangsbereich zwischen dem subatlantischen und dem subkontinentalen Klima geprägt. Kennzeichen hierfür sind feuchte, kühle Sommer und milde Winter. Die Jahresdurchschnittstemperatur liegt bei 6,4 °C, der Mittelwert der Niederschlagsmengen bei 1.225,7 mm und die Sonnenstunden bei 3,7 Stunden/täglich. Einzelne Monatsmittelwerte können der Klimatabelle entnommen werden.
|                        | Jan   | Feb  | Mär   | Apr  | Mai  | Jun   | Jul   | Aug  | Sep  | Okt  | Nov   | Dez   |   |         |
| Mittl. Temperatur (°C) | −1,3  | −1,0 | 1,4   | 4,8  | 9,5  | 12,8  | 14,3  | 13,9 | 11,3 | 7,7  | 2,8   | 0,0   | ⌀ | 6,4     |
|                        |       |      |       |      |      |       |       |      |      |      |       |       |   |         |
| Niederschlag (mm)      | 122,9 | 84,1 | 105,2 | 92,1 | 98,0 | 104,7 | 109,8 | 94,5 | 83,2 | 87,2 | 112,0 | 132,0 | Σ | 1.225,7 |
|                        |       |      |       |      |      |       |       |      |      |      |       |       |   |         |
| Sonnenstunden (h/d)    | 1,2   | 2,4  | 3,2   | 4,6  | 5,7  | 5,5   | 5,7   | 5,7  | 4,5  | 3,6  | 1,6   | 1,2   | ⌀ | 3,7     |

|  |

|  |

|  |

|  |

|  |

|  |

|  |

|  |

|  |

|  |

|  |

|  |

|  |

|  |

|  |

|  |

|  |

|  |

|  |

|  |

|  |

|  |

|  |

|  |

## Geschichte

### Ortsgeschichte
Die Ursprünge der Dörfer um Willingen liegen wahrscheinlich in der Zeit um 1000. Nach der Christianisierung wurde um 870 n. Chr. die erste Kirche in Usseln errichtet. Die große Ringwallanlage der Schwalenburg bei Schwalefeld, die wahrscheinlich zwischen dem späten 8. und 10. Jahrhundert entstand, deutet ebenfalls auf eine Besiedlung hin. Willingen wurde 1380 erstmals urkundlich erwähnt. Zunächst bestand der Ort, wie viele Uplandgemeinden, nur aus wenigen Lehnshöfen. Die schwierigen klimatischen Bedingungen im Upland ließen hier die Besiedlung nur langsam entstehen. Die nur wenigen Gehöfte gehörten zunächst zur Herrschaft Padberg. Später gehörte Willingen zu Waldeck.
Eine von 1340 bis 1470 andauernde Wüstungsperiode führte zum völligen Niedergang. Erst im 15. und 16. Jahrhundert kamen Willingen und ein Teil der anderen Uplandgemeinden in den Besitz der Waldecker Grafen. Im Stryck richteten die Waldecker Grafen eine Oberförsterei für die Pflege der umfangreichen Waldjagdgebiete ein. Es folgte eine erneute Aufbauzeit, die etwa von 1480 bis 1620 andauerte. Der Waldreichtum im Upland veranlasste die Waldecker Grafen, auch Eisenhütten zur Eisenerzeugung und Hämmer für die Verarbeitung des Eisens anzulegen. Seit 1530 gab es in der Nähe von Willingen ein Hammerwerk. In Willingen gab es drei bis vier Hütten mit den dazugehörenden Hämmern sowie acht bis zehn Betriebe. Hergestellt wurden Kleineisenwaren wie Nägel und Säbel, die anschließend im Wanderhandel bis hin nach Holland, Österreich und Polen verkauft wurden.
Im Dreißigjährigen Krieg wurde der Ort fast vollständig vernichtet. Durch Kriegsereignisse und schwere Pestepidemien ging die Bevölkerungszahl um etwa 2/3 zurück. Im Siebenjährigen Krieg (von 1756 bis 1763) wurde der anschließende Wiederaufbau abermals unterbrochen. Auf der Grafschaft Waldeck lastete danach eine Schuldenlast von mehr als 800.000 Reichstalern.
Im Jahr 1847 kam es zu einem großen Brand des Ortes, dem 47 Häuser zum Opfer fielen. Im 19. Jahrhundert waren die Erwerbsmöglichkeiten außerordentlich beschränkt. Ein Großteil der männlichen Einwohner zog alljährlich im Rahmen des Sauerländer Wanderhandels in den Süden und Norden Deutschlands. Nur in den Wintermonaten kamen sie nach Willingen zurück.
1898 wurde eine Telefonverbindung mit dem Nachbarort Usseln eröffnet. Im Frühjahr 1913 begann man an mehreren Abschnitten mit dem Streckenbau der Uplandbahn zwischen Brilon Wald und Korbach. Am 1. Oktober des darauf folgenden Jahres wurde die Teilstrecke Brilon Wald–Willingen dem Verkehr übergeben. Am 1. April 1917 trat die letzte Postkutsche ihre Fahrt an, um zukünftig der Eisenbahn das Feld zu überlassen.
Bis 1929 gehörte Willingen zum Freistaat Waldeck und kam nach dessen Auflösung zum Freistaat Preußen.
Im Zweiten Weltkrieg wurden die Züge der Uplandbahn wiederholt das Ziel von feindlichen Fliegerangriffen. Am 25. September 1944 wurden zahlreiche Reisende und der Lokführer verletzt, als der Mittagszug beschossen wurde. Am 24. Oktober hatte man vierzehn Tote und zahlreiche Verletzte nach einem Tieffliegerangriff zu beklagen. Ein voll beladener Munitionszug mit 28 Wagen, der im Willinger Bahnhof stand, explodierte am 20. März 1945 nach einem Luftangriff. Alle Häuser im näheren Umkreis wurden beschädigt und zum Teil unbewohnbar. Trümmerteile flogen bis ins weit westlich gelegene Ruhrtal. Am 29. März 1945 wurde Willingen von einer aus Süden kommenden Panzerkolonne der U.S. Army kampflos besetzt.
Ab 1942 gehörte der Ort zum Landkreis Waldeck (seit Januar 1974 Waldeck-Frankenberg). Zehn Jahre zuvor war Willingen als Luftkurort anerkannt worden. 1935 errichtete man die erste klimatische Wetterstation im Ort mit dem Ziel „Heilklimatischer Kurort“ zu werden. Dieses Ziel erreichte Willingen am 20. August 1957 mit der Anerkennung als Heilklimatischer Kurort.
Der Bahnverkehr der Uplandbahn wurde im November 1999 vorübergehend eingestellt und im Dezember 2003 nach umfassenden Sanierungsarbeiten wieder aufgenommen. Allein für die Renovierung des Willinger Viaduktes wurden 9 Millionen Euro aufgebracht.

### Hessische Gebietsreform
Im Zuge der hessischen Gebietsreform entstand in der ersten Hälfte der 1970er Jahre aus neun Gemeinden die heutige Gemeinde Willingen (Upland).
| Ehemalige Gemeinde                                      | Datum             | Anmerkung                             |
| ------------------------------------------------------- | ----------------- | ------------------------------------- |
| Hemmighausen                                            | 01. Juli 1970     | Eingemeindung nach Usseln             |
| Bömighausen, Eimelrod, Usseln, Welleringhausen, Neerdar | 31. Dezember 1971 | Zusammenschluss zu Upland             |
| Rattlar, Schwalefeld                                    | 01. April 1972    | Eingemeindung nach Willingen          |
| Upland                                                  | 01. Januar 1974   | Zusammenschluss zu Willingen (Upland) |
| Willingen                                               | 01. Januar 1974   | Zusammenschluss zu Willingen (Upland) |

Für alle ehemals eigenständigen Gemeinden sowie für die Kerngemeinde wurden Ortsbezirke mit Ortsbeirat und Ortsvorsteher nach der Hessischen Gemeindeordnung gebildet.

### Verwaltungsgeschichte im Überblick
Die folgende Liste zeigt die Staaten und Verwaltungseinheiten, denen Willingen angehörte:
- 1489 und später: Heiliges Römisches Reich, Grafschaft Waldeck, Amt Eisenberg
- ab 1712: Heiliges Römisches Reich, Fürstentum Waldeck, Amt Eisenberg
- ab 1806: Fürstentum Waldeck, Amt Eisenberg
- ab 1815: Fürstentum Waldeck, Oberamt des Eisenbergs
- ab 1816: Fürstentum Waldeck, Oberjustizamt des Eisenbergs
- ab 1850: Fürstentum Waldeck-Pyrmont (ab 1849), Kreis des Eisenbergs[Anm. 1]
- ab 1867: Fürstentum Waldeck-Pyrmont (Akzessionsvertrag mit Preußen), Kreis des Eisenbergs
- ab 1871: Deutsches Reich, Fürstentum Waldeck-Pyrmont, Kreis des Eisenbergs
- ab 1919: Deutsches Reich, Freistaat Waldeck-Pyrmont, Kreis des Eisenbergs
- ab 1929: Deutsches Reich, Freistaat Preußen, Provinz Hessen-Nassau, Regierungsbezirk Kassel, Kreis des Eisenbergs
- ab 1942: Deutsches Reich, Freistaat Preußen, Provinz Hessen-Nassau, Regierungsbezirk Kassel, Landkreis Waldeck
- ab 1944: Deutsches Reich, Freistaat Preußen, Provinz Kurhessen, Regierungsbezirk Kassel, Landkreis Waldeck
- ab 1945: Deutsches Reich, Amerikanische Besatzungszone, Groß-Hessen, Regierungsbezirk Kassel, Landkreis Waldeck
- ab 1946: Deutsches Reich, Amerikanische Besatzungszone, Hessen, Regierungsbezirk Kassel, Landkreis Waldeck
- ab 1949: Bundesrepublik Deutschland, Hessen, Regierungsbezirk Kassel, Landkreis Waldeck
- ab 1974: Bundesrepublik Deutschland, Hessen, Regierungsbezirk Kassel, Landkreis Waldeck-Frankenberg

## Bevölkerung

### Einwohnerstruktur
Bereits seit 1990 ist die Bevölkerung leicht rückläufig. In anderen Teilen der Region wurde der demographische Wandel erst zehn Jahre später sichtbar. Im Vergleich mit dem Durchschnitt des Landes Hessen ist die Bevölkerungsentwicklung in Willingen besonders negativ. Die Zahl der jüngeren Bevölkerungsgruppen wird deutlich zurückgehen, während die Zahl der älteren überdurchschnittlich wächst. Jeder vierte Einwohner im Raum Willingen wird 2020 über 65 Jahre alt sein. In Hessen insgesamt liegt diese Zahl bei jedem fünften.
Die Bevölkerung setzte sich am 31. Dezember 2007 aus 807 unter 15-Jährigen (12,4 Prozent), 4175 über 15- bis unter 65-Jährigen Einwohnern (64,2 Prozent), sowie 1524 Einwohnern ab 65 Jahren (23,4 Prozent) zusammen. 3334 Personen waren weiblich (51 Prozent), 3.172 männlich (49 Prozent).
Nach den Erhebungen des Zensus 2011 lebten am Stichtag, dem 9. Mai 2011, in Willingen (Upland) 6016 Einwohner. Darunter waren 223 (3,7 %) Ausländer, von denen 134 aus dem EU-Ausland, 48 aus anderen europäischen Ländern und 41 aus anderen Staaten kamen. Nach dem Lebensalter waren 912 Einwohner unter 18 Jahren, 2475 waren zwischen 18 und 49, 1257 zwischen 50 und 64 und 1371 Einwohner waren älter. Die Einwohner lebten in 3366 Haushalten. Davon waren 1377 Singlehaushalte, 927 Paare ohne Kinder und 795 Paare mit Kindern, sowie 210 Alleinerziehende und 54 Wohngemeinschaften. In 855 Haushalten lebten ausschließlich Senioren und in 2112 Haushaltungen leben keine Senioren.

### Einwohnerentwicklung
Ehemals selbständige Gemeinden
Angegeben sind die Einwohnerzahlen der ehemaligen Gemeinden.
| Jahr       | Willingen | Usseln | Bömighausen | Eimelrod | Hemmighausen | Neerdar | Rattlar | Schwalefeld | Welleringhausen |
| ---------- | --------- | ------ | ----------- | -------- | ------------ | ------- | ------- | ----------- | --------------- |
| 1867/65/64 | 0654      | 0695   | 143         | 391      | 125          | 162     | 385     | 358         | 140             |
| 1885       | 0755      | 0726   | 152         | 426      | 127          | 165     | 342     | 318         | 144             |
| 1905       | 0742      | 0754   | 160         | 417      | 121          | 138     | 312     | 364         | 153             |
| 1925       | 1028      | 0897   | 182         | 486      | 123          | 177     | 378     | 392         | 134             |
| 1939       | 1142      | 1049   | 187         | 436      | 109          | 148     | 385     | 362         | 120             |
| 1946       | 1843      | 1235   | 261         | 668      | 156          | 233     | 483     | 559         | 180             |
| 1961       | 1883      | 1149   | 198         | 489      | 117          | 193     | 370     | 531         | 098             |
| 1970       | 2247      | 1264   | 226         | 484      | 110          | 167     | 369     | 581         | 100             |

Gesamtentwicklung Willingen (Upland)
Quelle: Historisches Ortslexikon
- 1541: 12 Häuser
- 1620: 45 Häuser
- 1650: 26 Häuser
- 1738: 55 Häuser
- 1770: 66 Häuser, 478 Einwohner

| Willingen (Upland): Einwohnerzahlen von 1770 bis 2020 | Willingen (Upland): Einwohnerzahlen von 1770 bis 2020 | Willingen (Upland): Einwohnerzahlen von 1770 bis 2020 | Willingen (Upland): Einwohnerzahlen von 1770 bis 2020 | Willingen (Upland): Einwohnerzahlen von 1770 bis 2020 |
| --- | ----------------------------------------------------- | ----------------------------------------------------- | ----------------------------------------------------- | ----------------------------------------------------- |
| Jahr |                                                       |                                                       |                                                       | Einwohner                                             |
| 1770 | 1770                                                  |                                                       | 478                                                   | 478                                                   |
| 1800 | 1800                                                  |                                                       | ?                                                     | ?                                                     |
| 1834 | 1834                                                  |                                                       | 605                                                   | 605                                                   |
| 1840 | 1840                                                  |                                                       | 689                                                   | 689                                                   |
| 1846 | 1846                                                  |                                                       | 703                                                   | 703                                                   |
| 1852 | 1852                                                  |                                                       | 728                                                   | 728                                                   |
| 1858 | 1858                                                  |                                                       | 725                                                   | 725                                                   |
| 1864 | 1864                                                  |                                                       | 705                                                   | 705                                                   |
| 1871 | 1871                                                  |                                                       | 600                                                   | 600                                                   |
| 1875 | 1875                                                  |                                                       | 616                                                   | 616                                                   |
| 1885 | 1885                                                  |                                                       | 755                                                   | 755                                                   |
| 1895 | 1895                                                  |                                                       | 785                                                   | 785                                                   |
| 1905 | 1905                                                  |                                                       | 742                                                   | 742                                                   |
| 1910 | 1910                                                  |                                                       | 732                                                   | 732                                                   |
| 1925 | 1925                                                  |                                                       | 1.030                                                 | 1.030                                                 |
| 1939 | 1939                                                  |                                                       | 1.140                                                 | 1.140                                                 |
| 1946 | 1946                                                  |                                                       | 1.853                                                 | 1.853                                                 |
| 1950 | 1950                                                  |                                                       | 1.743                                                 | 1.743                                                 |
| 1956 | 1956                                                  |                                                       | 1.674                                                 | 1.674                                                 |
| 1961 | 1961                                                  |                                                       | 1.883                                                 | 1.883                                                 |
| 1967 | 1967                                                  |                                                       | 2.390                                                 | 2.390                                                 |
| 1973 | 1973                                                  |                                                       | 5.856                                                 | 5.856                                                 |
| 1975 | 1975                                                  |                                                       | 5.953                                                 | 5.953                                                 |
| 1980 | 1980                                                  |                                                       | 6.258                                                 | 6.258                                                 |
| 1985 | 1985                                                  |                                                       | 6.116                                                 | 6.116                                                 |
| 1990 | 1990                                                  |                                                       | 6.632                                                 | 6.632                                                 |
| 1995 | 1995                                                  |                                                       | 7.007                                                 | 7.007                                                 |
| 2000 | 2000                                                  |                                                       | 6.707                                                 | 6.707                                                 |
| 2005 | 2005                                                  |                                                       | 6.547                                                 | 6.547                                                 |
| 2010 | 2010                                                  |                                                       | 6.241                                                 | 6.241                                                 |
| 2011 | 2011                                                  |                                                       | 6.016                                                 | 6.016                                                 |
| 2015 | 2015                                                  |                                                       | 6.070                                                 | 6.070                                                 |
| 2020 | 2020                                                  |                                                       | 6.132                                                 | 6.132                                                 |
| Datenquelle: Historisches Gemeindeverzeichnis für Hessen: Die Bevölkerung der Gemeinden 1834 bis 1967. Wiesbaden: Hessisches Statistisches Landesamt, 1968. Weitere Quellen: LAGIS; Hessisches Statistisches Informationssystem; Zensus 2011 Nach 1970 einschließlich der im Zuge der Gebietsreform in Hessen eingegliederten Orte. |                                                       |                                                       |                                                       |                                                       |

## Religion

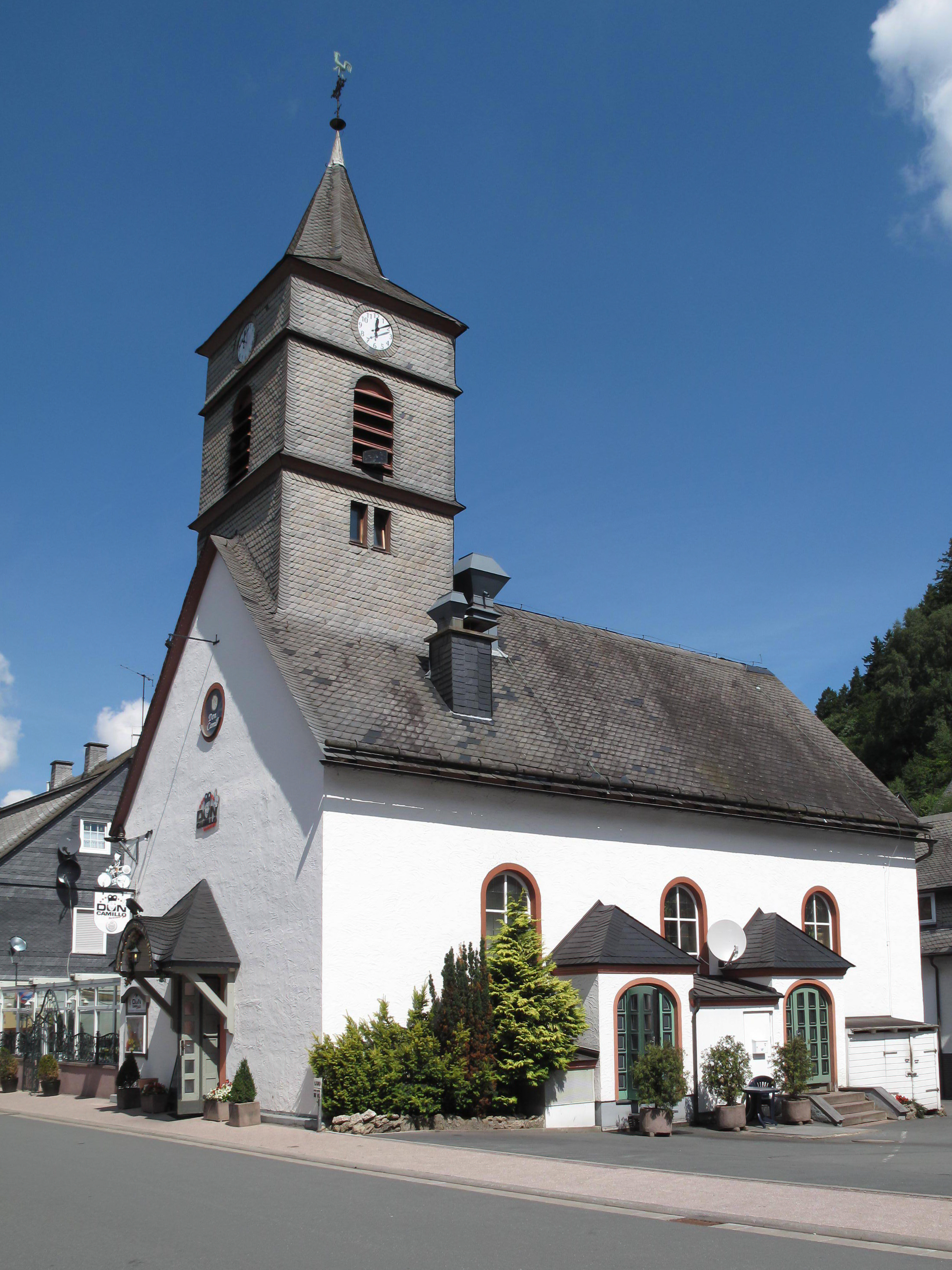
Willingen, ehemalige Kirche

Wie ganz Waldeck wurde Willingen im 16. Jahrhundert evangelisch. Die evangelische Kirche wurde zur dominierenden Konfession. Eine Zunahme von katholischen Einwohnern fand erst nach dem Zweiten Weltkrieg durch die Zuwanderung insbesondere von Sudetendeutschen statt. Beide Konfessionen verfügen über Kirchengemeinden und Gotteshäuser am Ort. Eine alte, nicht mehr benötigte evangelische Kirche wurde in ein Restaurant umgewandelt. Eine der im Rahmen der Zuwanderung errichteten katholischen Kirchen ist die St.-Augustinus-Kirche.
Von internationaler Bedeutung war die fünfte Weltmissionskonferenz des Internationalen Missionsrates, die 1952 in Willingen stattfand und sich mit dem Thema der Missio Dei beschäftigte.
Konfessionsstatistik
| • 1885: | 784 evangelische (= 99,87 %), kein katholischer, ein anders christlich-konfessioneller (= 0,13 %) Einwohner |
| • 1987: | 4673 evangelische (= 79,41 %), 812 katholische (= 13,80 %), 400 sonstige (= 6,80 %) Einwohner               |
| • 2011: | 4021 evangelische (= 66,70 %), 875 katholische (= 14,54 %), 1120 sonstige (= 18,62 %) Einwohner             |

## Politik

### Gemeindevertretung
Die Kommunalwahl am 14. März 2021 lieferte folgendes Ergebnis, in Vergleich gesetzt zu früheren Kommunalwahlen:
| Gemeindevertretung – Kommunalwahlen 2021                                                                             | Gemeindevertretung – Kommunalwahlen 2021                             |
| --- | -------------------------------------------------------------------- |
| Stimmenanteil in %Wahlbeteiligung 56,4 % 403020100 31,0 (−1,7)26,5 (+4,0)21,6 (−6,6)20,8 (+4,3) CDUFDPSPDFWG20162021 | SitzverteilungInsgesamt 31 Sitze - SPD: 7 - FW: 6 - CDU: 10 - FDP: 8 |

| Parteien und Wählergemeinschaften | Parteien und Wählergemeinschaften           | % 2021 | Sitze 2021 | % 2016 | Sitze 2016 | % 2011 | Sitze 2011 | % 2006 | Sitze 2006 | % 2001 | Sitze 2001 |
| CDU                               | Christlich Demokratische Union Deutschlands | 31,0   | 10         | 32,7   | 10         | 31,7   | 10         | 36,0   | 11         | 26,1   | 8          |
| FDP                               | Freie Demokratische Partei                  | 26,5   | 8          | 22,5   | 7          | 19,7   | 6          | 17,6   | 5          | 13,4   | 4          |
| SPD                               | Sozialdemokratische Partei Deutschlands     | 21,6   | 7          | 28,2   | 9          | 32,6   | 10         | 31,4   | 10         | 30,8   | 10         |
| FWG                               | Freie Wählergemeinschaft Willingen (Upland) | 20,8   | 6          | 16,5   | 5          | 16,0   | 5          | 15,0   | 5          | 13,9   | 4          |
| WBL                               | Willinger Bürgerliste                       | —      | —          | —      | —          | —      | —          | —      | —          | 10,6   | 3          |
| SBL                               | Schwalefelder-Bürger-Liste                  | —      | —          | —      | —          | —      | —          | —      | —          | 5,2    | 2          |
| Gesamt                            | Gesamt                                      | 100,0  | 31         | 100,0  | 31         | 100,0  | 31         | 100,0  | 31         | 100,0  | 31         |
| Wahlbeteiligung in %              | Wahlbeteiligung in %                        | 54,6   | 54,6       | 50,8   | 50,8       | 51,7   | 51,7       | 51,2   | 51,2       | 56,3   | 56,3       |

### Bürgermeister
Nach der hessischen Kommunalverfassung wird der Bürgermeister für eine sechsjährige Amtszeit gewählt, seit dem Jahr 1993 in einer Direktwahl, und ist Vorsitzender des Gemeindevorstands, dem in der Gemeinde Willingen neben dem Bürgermeister ehrenamtlich ein Erster Beigeordneter und fünf weitere Beigeordnete angehören. Bürgermeister ist seit dem 12. August 2004 Thomas Trachte. Er wurde als Nachfolger von Hubert Bechstein, der nach zwei Amtszeiten nicht mehr kandidiert hatte, am 28. März 2004 im ersten Wahlgang bei einer Wahlbeteiligung von 67,1 Prozent denkbar knapp mit etwa 50,2 Prozent der Stimmen (16 Stimmen Vorsprung) gewählt. Es folgten drei Wiederwahlen, jeweils ohne Gegenkandidaten, zuletzt im Februar 2022.
Amtszeiten der Bürgermeister
- 2004–2028 Thomas Trachte[36]
- 1992–2004 Hubert Bechstein
- 1974–1992 Günther Rehbein[40]

### Wappen
| Wappen von Willingen (Upland) | Blasonierung: „In Gold über einem siebenzackigen, grünen Tannenschnittfuß ein achtstrahliger schwarzer Stern, belegt mit einem sechsstrahligen silbernen Schneekristall.“ |
| Wappen von Willingen (Upland) | Wappenbegründung: Zentral steht der Waldecker Stern, der die Zugehörigkeit zur Region Waldeck symbolisieren soll. Der Schneekristall symbolisiert, dass die Gemeinde ein Wintersportort ist und der untere Teil symbolisiert die großen Wälder in der Hochlandregion. Das Wappen wurde von dem Bad Nauheimer Heraldiker Heinz Ritt gestaltet und am 30. Dezember 1968 durch das Hessische Ministerium des Innern genehmigt. |

### Flagge

Flagge von Willingen (Upland)

Am 23. Dezember 1987 genehmigte der Hessische Minister des Innern die Flagge mit folgender Beschreibung:

„Die Flagge der Gemeinde Willingen (Upland) zeigt das Gemeindewappen: In Gold über einem siebenzackigen, grünen Tannenschnittfuß, der das untere Drittel einnimmt, ein achtstrahliger schwarzer Stern, belegt mit einem sechsstrahligen weißen Schneekristall.“

## Kultur und Sehenswürdigkeiten
Kulturelle Veranstaltungen werden unter anderem im „Besucherzentrum“ dargeboten. Seit 1993 besteht eine Amateurtheatergruppe. Seit 2009 nennt sie sich Theater Willingen.
Im Jahr 2006 konnte der örtliche Gesangverein MGV Concordia 1881 Willingen auf eine 125-jährige Vereinsgeschichte zurückblicken. Gegründet wurde er als reiner Männergesangverein. Ein gemischter Chor wurde 2000 ins Leben gerufen. Im selben Jahr gründete sich der Gospelchor Willingen, der sich im November 2001 den Namen The Highland-Gospelsingers gab. 2007 wurden vom Verein in Zusammenarbeit mit dem Chorleiter drei CDs und ein Chorbuch aufgelegt. Neben den Gospelsingers gibt es noch das Willinger Gospel-Quartett.
Aus einer Fusion der Kyffhäuserkameradschaft und dem Willinger Schützenverein entstand 1977 die Schützengesellschaft Willingen e. V. vormals Kyffhäuserkameradschaft 1872. Die Schützenblaskapelle Willingen gründete sich im Sommer 1983 als Untergruppe der Schützengesellschaft Willingen.

### Museen

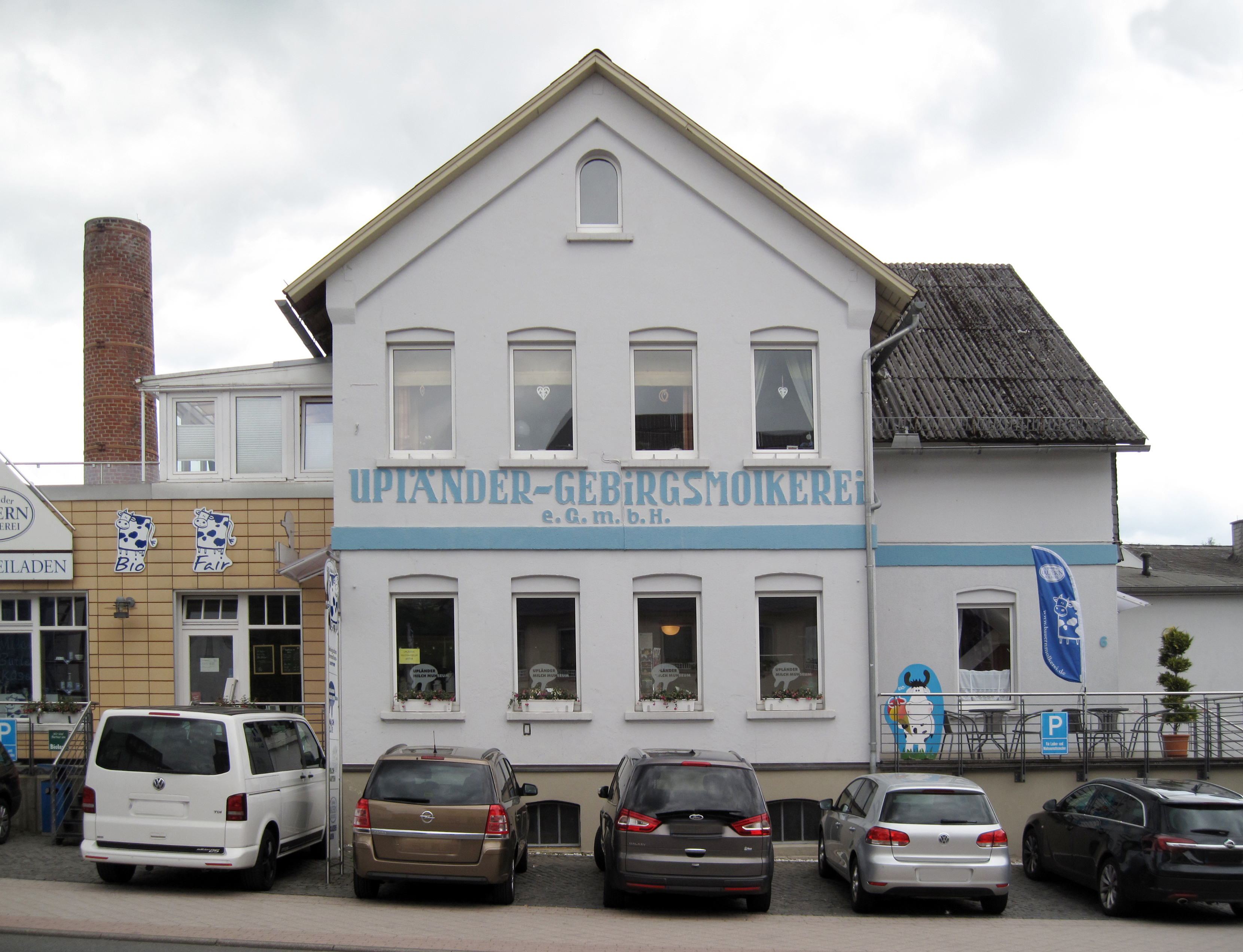
Das Milchmuhseum

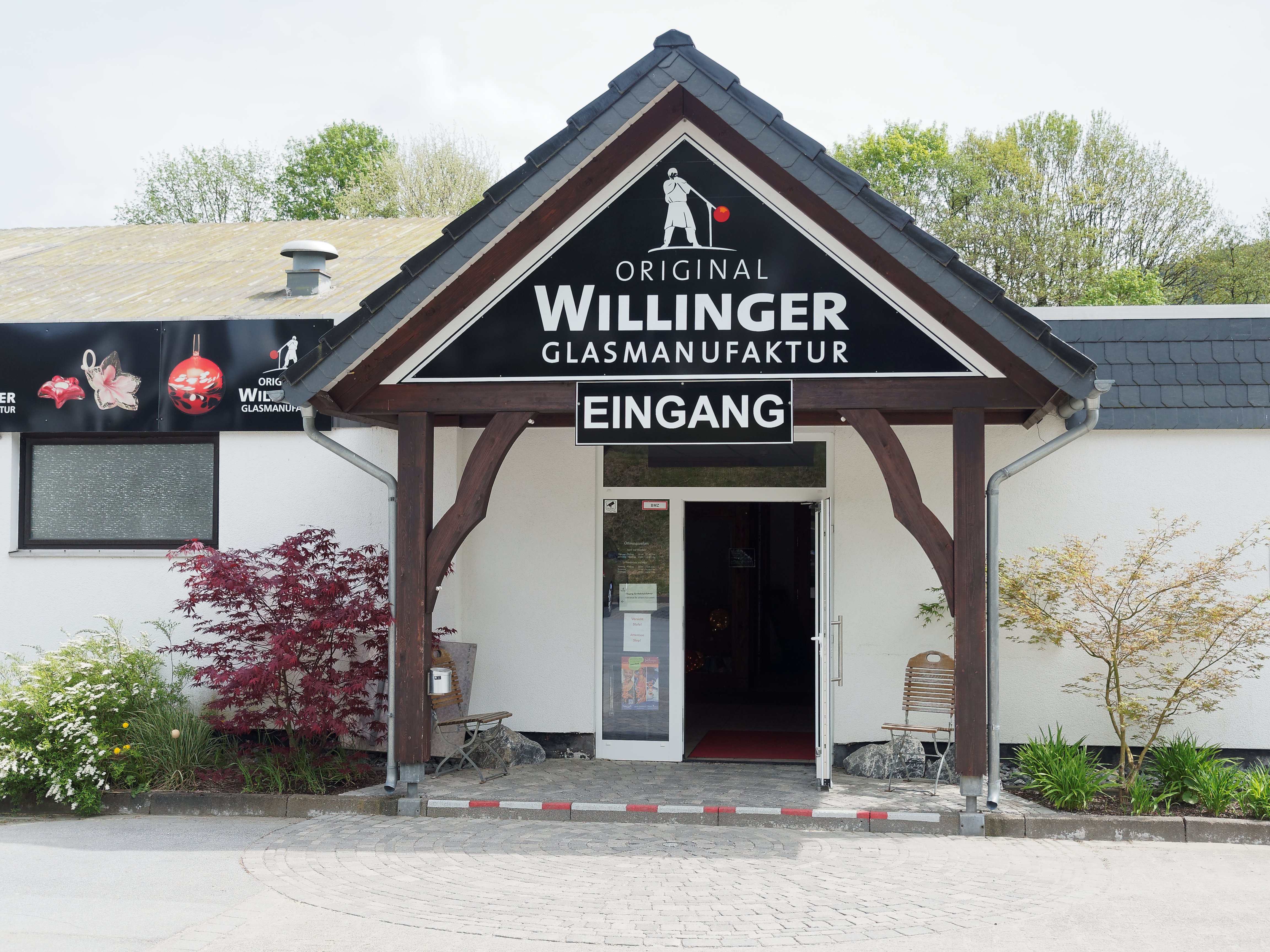
Eingang zur Glasmanufaktur

In Willingen befindet sich das Besucherbergwerk „Schiefergrube Christine“, ein 1971 stillgelegtes Schieferbergwerk. Ein Teil des ehemaligen Stollensystems wird für Führungen genutzt, bei denen über die Gewinnung des Schiefers mittels Sprengung, den Transport von Schieferblöcken und die anschließende Bearbeitung des Materials über Tage informiert wird. In einer Ausstellung werden neben Gegenständen aus Schiefer und Schieferabfällen, Mineralien und Fossiles aus der Grube gezeigt. Im alten Spalthaus wird vorgeführt, wie Schiefer manuell gespalten wurde.
Das „Upländer Milchmuhseum“ widmet sich der Geschichte und heutigen Nutzung der Milch. Es befindet sich in einer ehemaligen Molkerei im Ortsteil Usseln. Teile des Museums sind interaktiv ausgelegt, Besucher können zum Beispiel selbst das Melken üben. Die Usselner Bauernmolkerei begann 1996 Planungen für ein Museum, als ihr Führungen durch den Betrieb aus hygienischen Gründen verboten wurden. 2002 eröffnete das Milchmuhseum, das von einem gleichnamigen Verein getragen wird.
Im „Curioseum“ -ebenfalls im Ortsteil Usseln gelegen- sind historische Traktoren, Pkws und Flugzeuge ausgestellt. Daneben sind dort Puppen, Holzschlitten und Modellschiffe unter dem Titel Kitsch, Kunst und Krempel ausgestellt. Das Museum wird von Hans Schlömer betrieben, der seine Sammlung seit 2008 ausstellt.
In der „Heimatstube Usseln“ zeigen Exponate und handwerkliche Vorführungen die früheren Lebensumstände in der Region. Das Museum wurde 1982 eröffnet und thematisiert unter anderem Handwerk und Hausarbeit im Upland. Über den Wintersport sowie die Flora und Fauna der Region wird ebenfalls informiert.
Ein Brauhaus und eine Glaserei zeigen innerhalb ihrer Betriebe die Herstellung und Geschichte der Produkte.

### Bauwerke

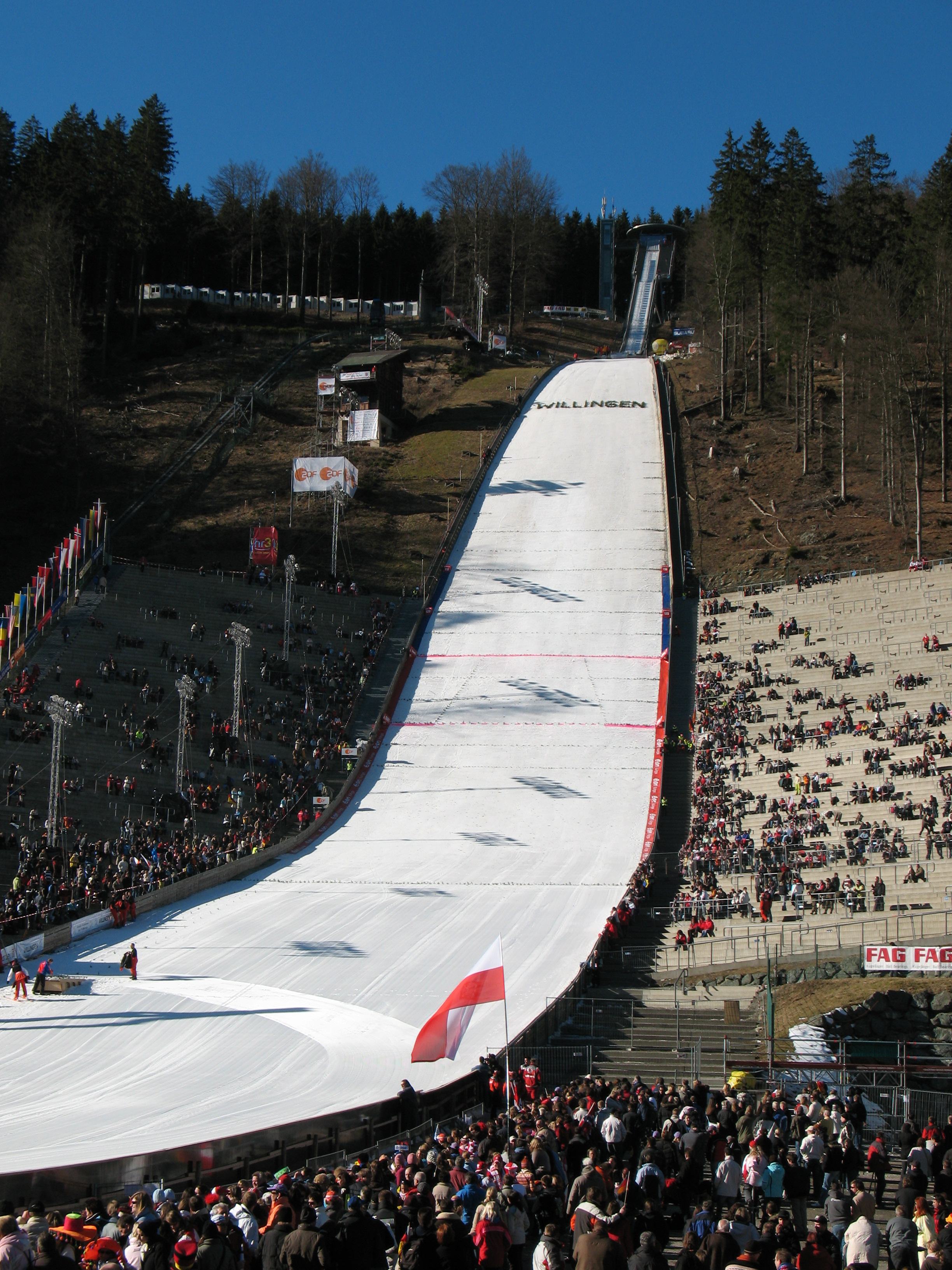
Mühlenkopfschanze bei Willingen-Stryck

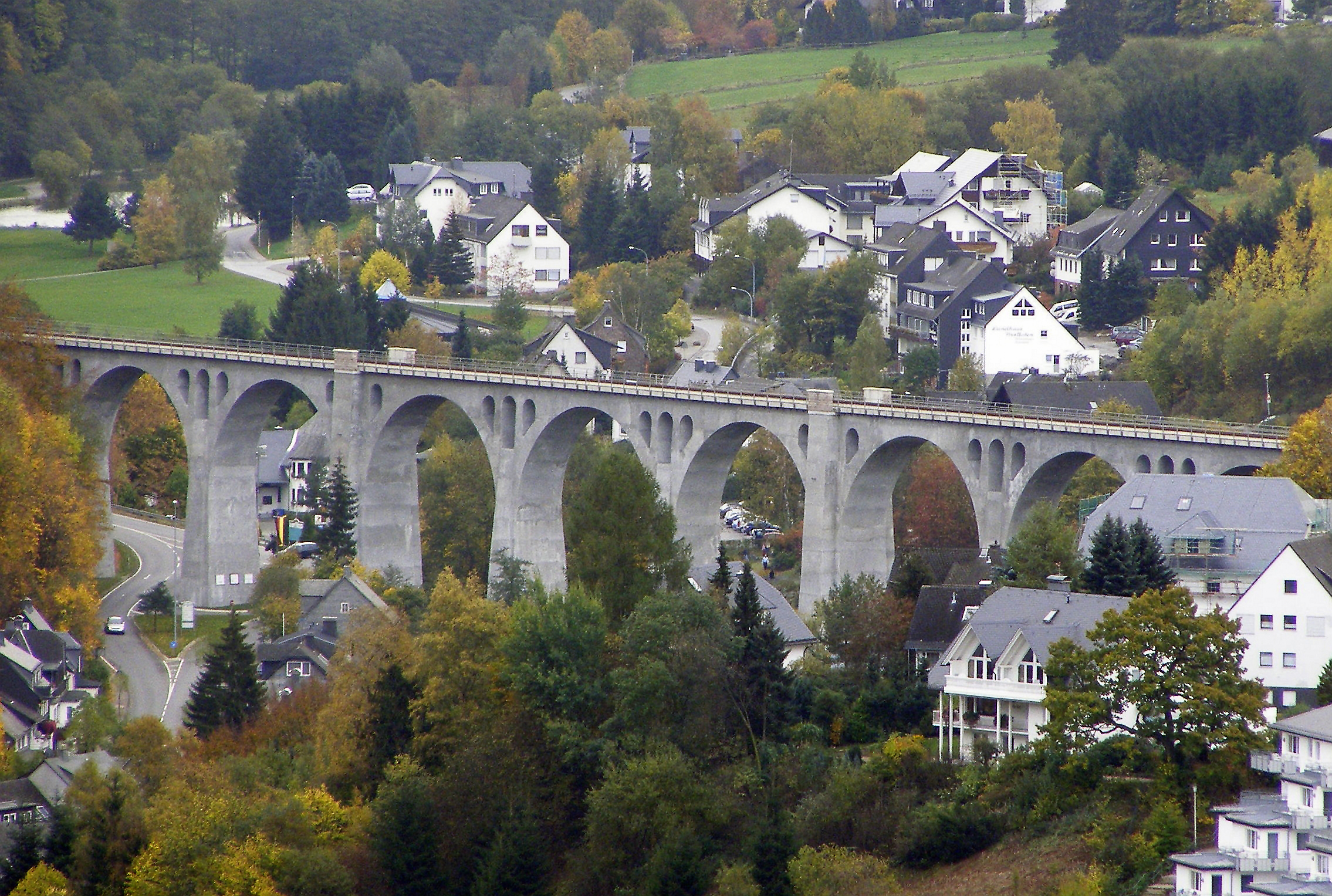
„Der Viadukt“ der Uplandbahn

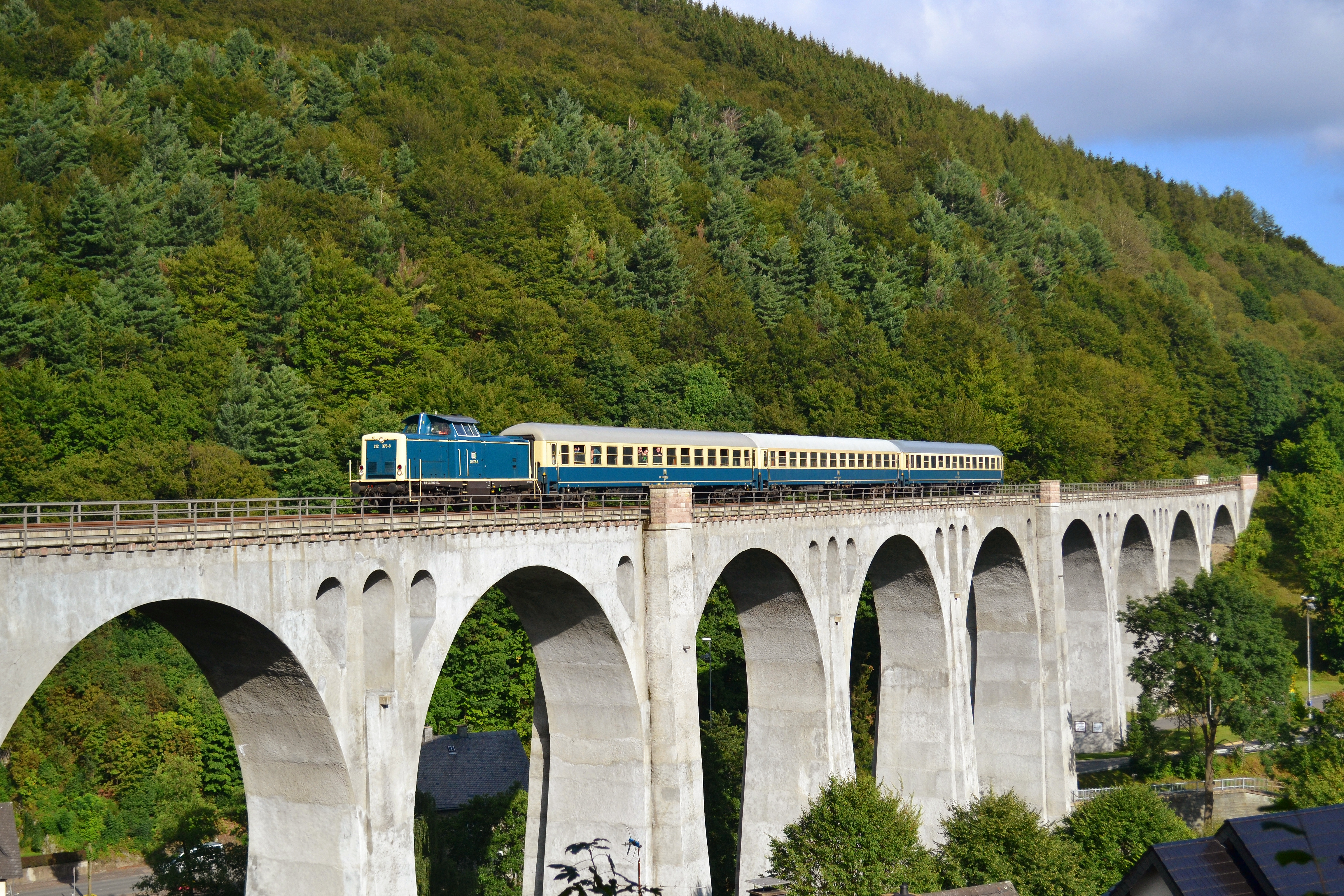
Ein Sonderzug mit 212 376-8 im September 2012 auf dem Willinger Viadukt.

Mit der Mühlenkopfschanze verfügt Willingen über die größte Skisprungschanze der Welt, die keine Skiflugschanze ist. Das Bauwerk wurde 1951 eröffnet, 2000 umgebaut und 2006 umfassend renoviert. Der Konstruktionspunkt liegt bei 130 Metern, die Hillsize beträgt 145 Meter. Die Anlage hat ein Fassungsvermögen von bis zu 38.000 Zuschauern. Eine Kleinkabinenbahn führt vom Auslauf zum Turm der Schanze. Alljährlich findet auf der Mühlenkopfschanze ein Wettbewerb des Skisprung-Weltcups statt.
Der Willinger Viadukt, eine 294 Meter lange Talbrücke, wurde von 1914 bis 1917 erbaut und wird noch heute für den Eisenbahnverkehr auf der Strecke Wega–Brilon Wald genutzt. Bei der Konstruktion handelt es sich um eine Bogenbrücke, deren höchster Punkt etwa 31 Meter über dem Tal liegt. 1999 musste der Verkehr auf der Bahnstrecke unter anderem wegen Mängeln am Willinger Viadukt eingestellt werden. Nachdem die Außenhülle des Bauwerks durch die Witterung marode geworden war, entwickelte ein Kasseler Ingenieurbüro ein neuartiges Sanierungsprinzip. Damit konnte der Betrieb auf der Strecke im Dezember 2003 wieder aufgenommen werden.
Der Hochheideturm auf dem Ettelsberg, von dem sich Aussicht über das Rothaargebirge und über dessen Grenzen hinaus bietet, wurde 2002 eröffnet. Seine Aussichtsplattform auf 875 m Höhe ist die höchstgelegene des Sauerlandes. An einer Seite ist die größte künstliche Kletterwand Europas angebracht. Der Turm mit achteckigem Grundriss ist über die Ettelsberg-Seilbahn und auf Wanderwegen zu erreichen.
In der Zeit zwischen dem 8. und 10. Jahrhundert entstand auf dem Hegeberg nördlich des Ortsteils Schwalefeld die Schwalenburg. Im Landregister aus dem Jahre 1537 wurde die Wallburg „Borgh zu Schwalefeld“ genannt. Die rund 6 ha große Anlage hat einen Durchmesser von 300 Metern. Noch sichtbar sind heute die verfallenen Mauerfronten und die Tore des inneren und mittleren Rings.
Heinrich Vogeler entwarf 1908 für einen befreundeten Arzt ein Sommerhaus („Stryckhaus“) und dessen Inneneinrichtung im Jugendstil. Er verbrachte dort auch selbst zahlreiche Aufenthalte. Das Gebäude wurde teilweise durch An- und Umbauten zu einem Hotel verändert.
Seit Juli 2023 ist der Skywalk Willingen, die längste freihängende Fußgängerhängebrücke der Welt für die Besucher geöffnet. Die 664 m lange und gut 100 m über Grund schwebende Hängebrücke, die vom Musenberg zur Mühlenkopfschanze führt, hat ein Gewicht von 125 Tonnen und kommt ohne Zwischenabstützungen aus.

### Parks
Im Zentrum Willingens liegt der Willinger Kurpark mit einem kleinen Teich. In der Mitte des Kurparks befindet sich die Kurgartenhalle, die für verschiedene Veranstaltungen genutzt werden kann.

### Natur
Das gesamte Gemeindegebiet liegt im Südwesten des Naturparks Diemelsee, dessen Verwaltungssitz sich in Willingen befindet. Im Gemeindegebiet gibt es sechs Naturschutzgebiete (NSG): Kahle Pön bei Usseln, Alter Hagen bei Willingen, Jägers Weinberg, Osterkopf bei Usseln, Grebensteine bei Willingen und Grotenberg bei Welleringhausen.
In den Hochlagen Willingens gibt es Hochheiden, deren Vegetation bis auf die letzte Eiszeit zurückgeht. Damals gehörte das Gebiet Willingens zur Tundra. Anders als in den Tälern entwickelte sich in den Hochheiden in den folgenden Jahrhunderten kein Wald, sondern der traditionelle Bewuchs mit Heidekräutern blieb bestehen. Hochheide-Gebiete befinden sich unter andern auf den Gipfeln von Ettelsberg, Osterkopf, Kahler Pön und am Neuen Hagen. Ein Großteil dieser und anderer Gebiete stehen unter Naturschutz.

### Sport

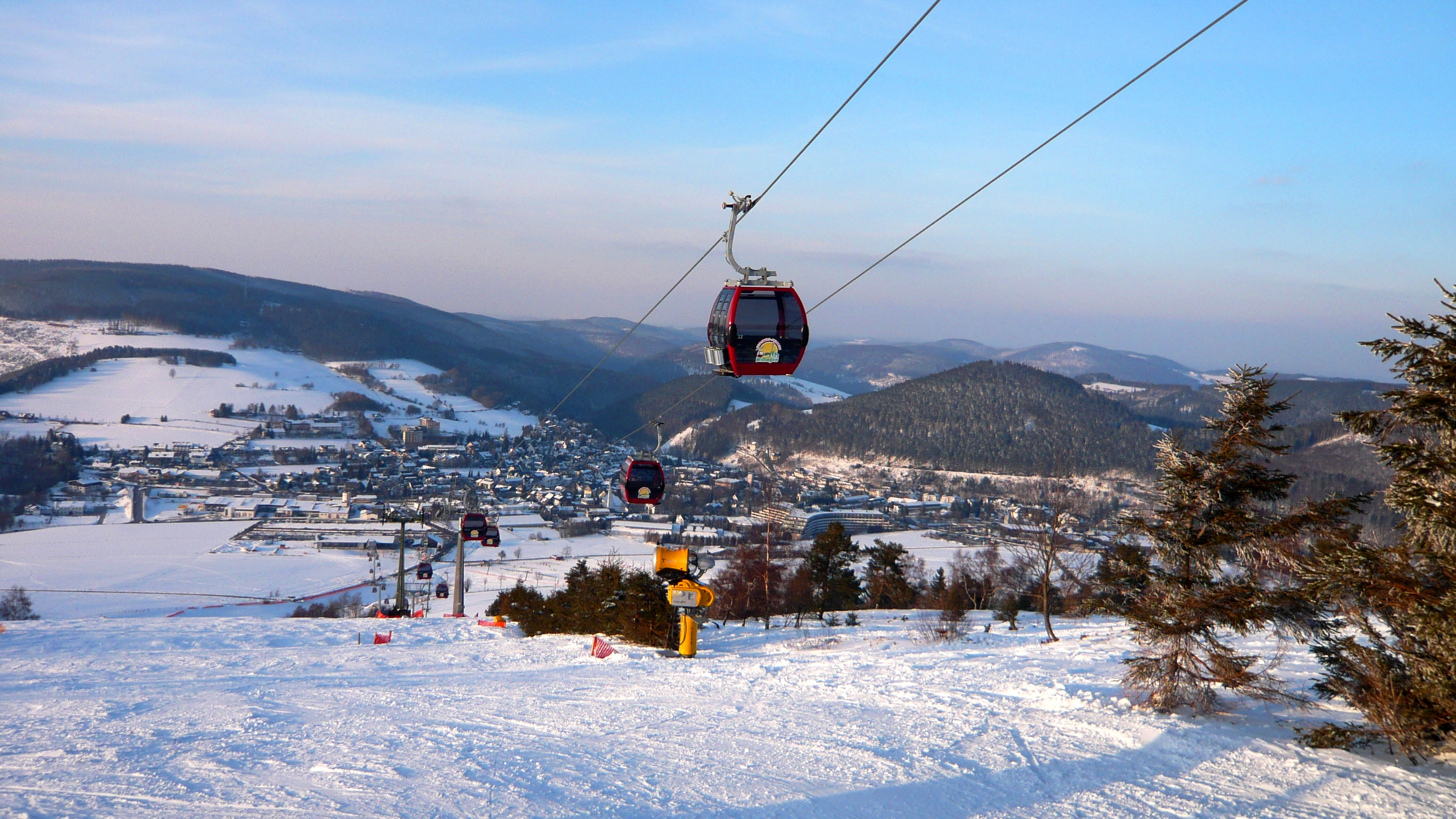
Ettelsberg-Seilbahn im Winter

Das Skigebiet Willingen ist ein Verbund mehrerer Lift- und Seilbahnanlagen, die unterschiedlichen Eigentümern gehören.
Zum Verbund gehören die Ettelsberg-Seilbahn, eine im Jahr 2007 errichtete Acht-Personen-Umlauf-Kabinen-Seilbahn, die den 1971 errichteten auf den Ettelsberg führenden Doppelsessellift ersetzt hat. Die Talstation liegt auf 596 m und die Bergstation auf 833 m Höhe, woraus sich 237 m Höhenunterschied ergeben. Die Seilbahn ist 1.370 m lang. Sie ist die einzige Kabinenseilbahn im Rothaargebirge und überwindet den größten Höhenunterschied aller Lift- und Seilbahnanlagen innerhalb des Gebirges.
Ferner gehören zum Liftverbund noch fünf Bügelschlepplifte, ein Tellerschlepplift, ein Übungslift und zwei Förderbänder. Ebenfalls zum Liftverbund zählt seit der Wintersaison 2008/2009 der Hochheideturm. Ferner gibt es in Willingen noch einen Tellerschlepplift und drei Förderbänder, die nicht zum Liftverbund gehören.
Seit der Wintersaison 2008/2009 werden im Skigebiet Willingen sieben Pistenkilometer und damit nahezu das gesamte Skigebiet künstlich beschneit; hierzu wurden seit 2007 auf dem Ettelsberg zwei Hektar Wald gerodet, ein 52.000 Kubikmeter fassender Speicherteich neben dem Hochheideturm angelegt, zwei Pumpstationen errichtet und acht Kilometer Rohrleitungen zu 50 fest installierten Abnahmestellen für Schneeerzeuger verlegt.
1997 wurde die EWF-Biathlon-Arena eröffnet, die bis 2009 durch einen Schießstand, ein Funktionsgebäude und eine Beschneiungsanlage erweitert wurde.
Neben dem Wintersport werden in Willingen auch andere Sportarten betrieben. So spielten die Fußballer des SC Willingen in der Saison 1995/96 in der Oberliga Hessen und treten aktuell (2016/17) in der Verbandsliga an.
Schon mehrmals wurden internationale Wettkämpfe im Billardsport in Willingen ausgetragen, etwa 2002 und 2010 die Weltmeisterschaft im Russischen Billard, die Poolbillard-Europameisterschaft 2008 und die Junioren-Weltmeisterschaft 2012 im 9-Ball. Vom 6. bis 9. März 2017 fanden im Ort die Special Olympics Deutschland Winterspiele 2017 statt.

### Regelmäßige Veranstaltungen
Zu den größten Veranstaltungen in Willingen zählt das jährlich veranstaltete FIS Weltcup-Skispringen von der Mühlenkopfschanze (bis zu 100.000 Zuschauer an drei Tagen). Hierbei wurde Willingen schon mehrfach zum medienfreundlichsten Weltcup-Ort im Skispringen gewählt. Zu der jährlichen Mountainbike-Veranstaltung Bike-Festival Willingen am Ettelsberg kamen im Jahr 2005 rund 35.000 Zuschauer. In der Umgebung liegen die Strecken der Bike Arena Sauerland. Am 16. Juni 2018 fand zum sechsten Mal „Das Festival der guten Laune VIVA Willingen“ statt, ein Sommer- und Schlagerfestival, zu dem nach Informationen des Veranstalters rund 20.000 Besucher kamen. Im August findet jährlich der „Schlager Stern“ Willingen statt. Seit 2010 findet jährlich in der Woche nach Ostern das christliche Festival SPRING im Ort statt, zu dem jedes Jahr rund 3.500 Teilnehmer verschiedener Denominationen anreisen.

### Kulinarische Spezialitäten
Im Gemeindegebiet werden diverse Sauer- und Upländer Gerichte angeboten. Zu den besonderen Willinger Spezialitäten gehört die „Habermegger“, eine heimische Schweinemettwurst, die Skispringer-Salami und der Willinger Christinen-Stollen. Getrunken wird neben anderen Bieren der Region das Willinger Landbier, das Willinger Pilsener und das Willinger Hefeweizen.

## Wirtschaft und Infrastruktur

### Tourismus

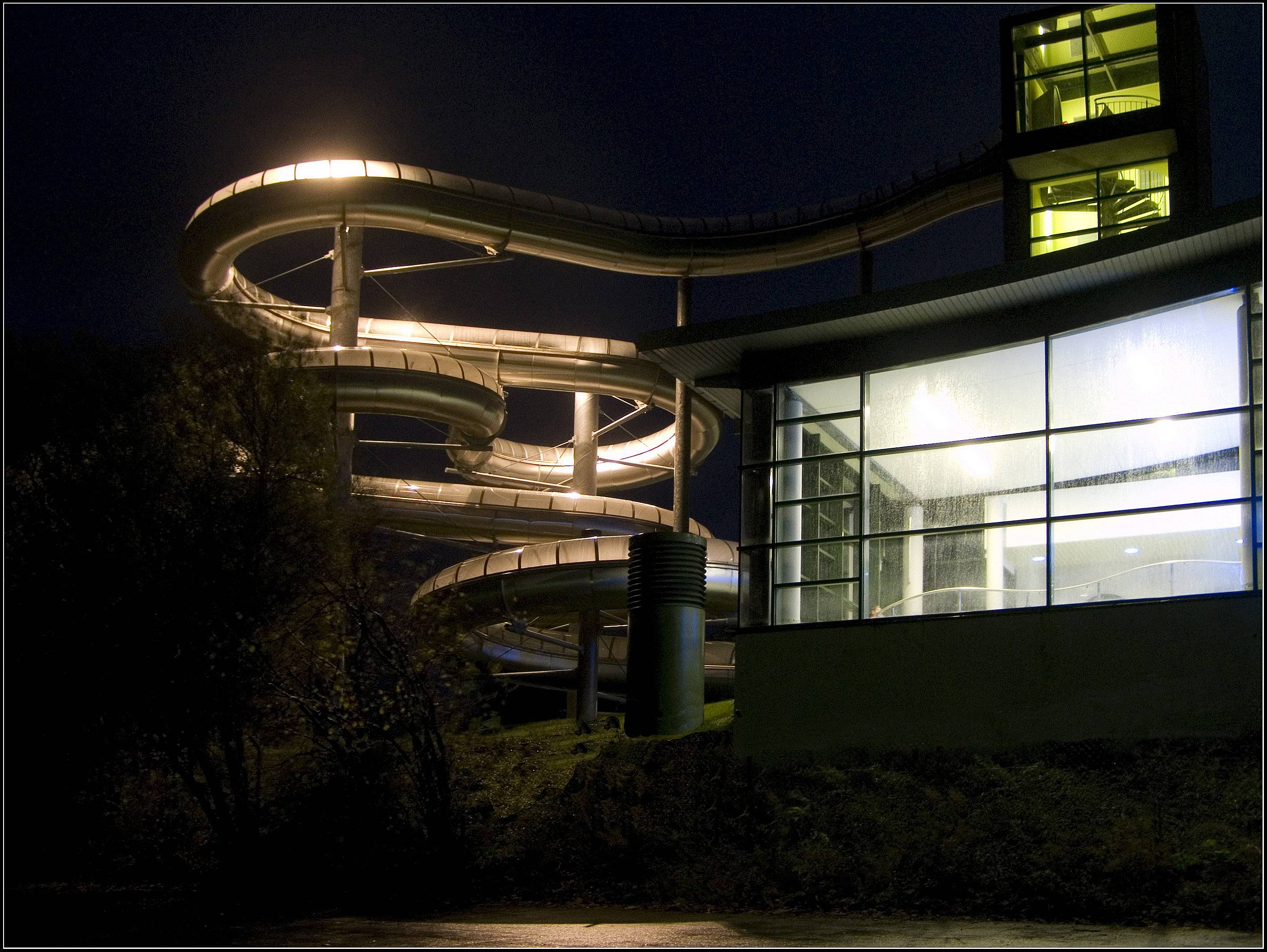
Großrutsche im Lagunenbad

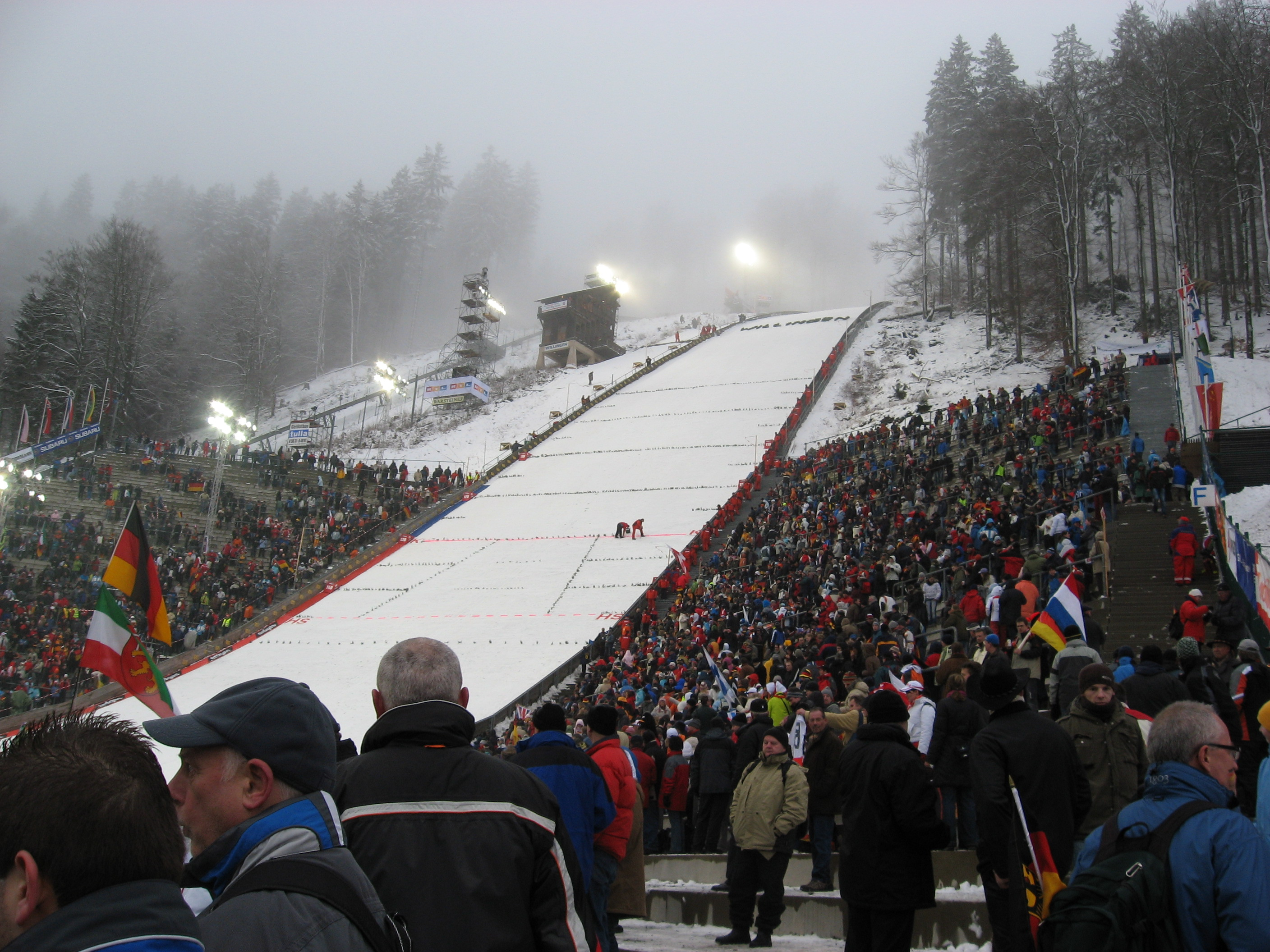
Springen von der Großschanze

Die Gemeinde lebt hauptsächlich vom Tourismus. 
Erste Erholungssuchende, sogenannte Sommerfrischler, gab es in Willingen bereits 1895. Ein paar Jahre später, in den Jahren von 1900 bis 1910, entstanden erste Hotels. Skifahrer wurden ab 1906 verzeichnet. Ein Verkehrsverein gründete sich 1924, sieben Jahre nachdem der Ort an das Bahnnetz angeschlossen wurde. 1934 wurde Willingen als Luftkurort ausgezeichnet. Staatliche Zuschüsse für Fremdenzimmer gab es in den Jahren 1938/1939 in Form einer Aktion Uplandzimmer. Während des Zweiten Weltkrieges wurden die Fremdenzimmer als Entbindungsheime und als Bleibe für Evakuierte aus Städten zweckentfremdet. Ab 1948 ging es mit dem Tourismus kontinuierlich bergauf. Fast jedes Haus bot nach 1950 Zimmer mit fließendem Wasser an. Gleichzeitig entwickelte sich die öffentliche und private touristische Infrastruktur weiter. In den 1950er Jahren gab es zwölf Hotels mit 1.500 Betten und 127 Pensionen. Es wurden 365.000 Übernachtungen gezählt.
2006 hatte sich die Zahl der Unterkünfte auf rund 400 mit etwa 10.000 Gästebetten erhöht. Die Zahl der Übernachtungen belief sich auf 1,2 Millionen. Zwei Jahre später waren die Übernachtungen auf 936.346 zurückgegangen. Im Vergleich zu anderen nordhessischen Urlaubsorten gab es nur in Bad Wildungen höhere Übernachtungszahlen. Willingen steht hinsichtlich der Fremdenverkehrsintensität an der Spitze des Bundeslandes Hessen und gehört zu den fünf übernachtungsstärksten heilklimatischen Kurorten Deutschlands. Infolge des Tourismus liegt der Anteil der Beschäftigten im Dienstleistungssektor bei 76,14 %.
Eine erhebliche Rolle spielt heute neben dem Wintersport der Partytourismus. Ab 2011 wurde im Willinger Brauhaus der Ballermann-Award verliehen. Daneben gibt es auch einen Wild- und Freizeitpark Willingen. Er besteht aus einem Wildgehege, in dem auch Greifvogelvorführungen stattfinden. In einem Saurierpark sind Dinosauriermodelle ausgestellt, außerdem gibt es einen Märchenwald, in dem 26 Märchen für Kinder thematisiert werden.
Auch der Wandertourismus ist wichtig für Willingen. Eigens dafür wurde der Uplandsteig eingerichtet, ein 64 km langer Wanderweg, der um Willingen herum durch sämtliche Ortsteile führt. Der Erfolg und die Beliebtheit des Uplandsteigs waren maßgeblich daran beteiligt, dass im Jahr 2009 der 109. Deutsche Wandertag in Willingen stattfand.

### Verkehr

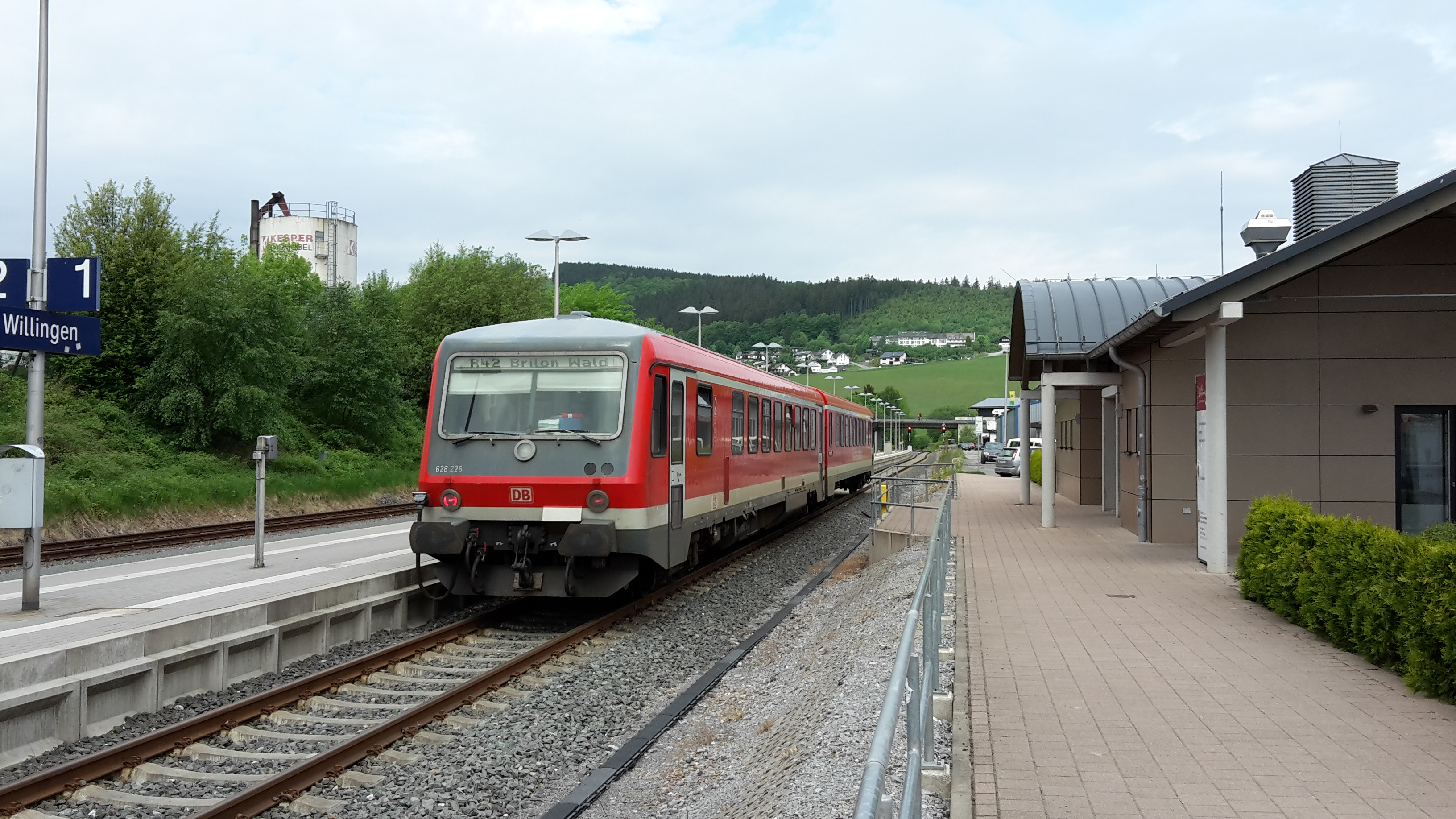
Bahnhof Willingen

Willingen liegt an der Uplandbahn (Bahnstrecke Wega–Brilon Wald). Die Züge fahren täglich im Zweistundentakt von Brilon Stadt über Brilon Wald und Korbach nach Marburg (Lahn). In Brilon bestehen Anschlüsse ins Ruhrgebiet und nach Paderborn (Schnellbus), in Korbach und Marburg Zuganschlüsse Richtung Kassel bzw. Frankfurt. Nachmittags findet eine Taktverdichtung statt.
Außerdem befindet sich Willingen an der B 251, die Kassel mit Brilon verbindet und am Hessischen Radfernweg R5, der vom Nordwesten nach Wanfried im Nordosten des Landes verläuft.

### Bildung
Eine Grundschule gibt es im Ortsteil Usseln. Der Kernort verfügt mit der Uplandschule Willingen über eine Kooperative Gesamtschule, in der Grund-, Haupt- und Realschule sowie ein gymnasialer Zweig inklusive Oberstufe zusammenliegen. Die Schule ist als Sportzentrum auf den nordischen Skisport spezialisiert. Gegründet wurde 1946 eine Uplandschule als Höhere Privatschule Willingen. Erst 1957 bis 1959 erfolgte die Erweiterung zu einer Vollanstalt als mathematisch-naturwissenschaftliches Gymnasium. Bis 2004 waren der Haupt- und Realschulbereich auf der einen und das Gymnasium auf der anderen Seite eigenständige Schulen. Bis 2016 war ein Teil der Grundschule Willingen auch noch in der alten Schule untergebracht.
Im Ortsteil Schwalefeld gibt es eine öffentliche Bücherei.

## Persönlichkeiten

### Ehrenbürger
Anton Heller wurde 1923 die Ehrenbürgerwürde verliehen. Er hatte den Schulbau unterstützt und in Not geratenen Bürgern geholfen.

### Söhne und Töchter der Gemeinde
- Heinrich Stremme (1884–1933) war ein Landwirt und Politiker (Landbund), 1920 bis 1933 Bürgermeister von Willingen
- Walter Heinemeyer (1912–2001), Historiker und Archivar, geboren in Eimelrod
- Karl Schüßler (1924–2023), Skilangläufer
- Lothar Spree (1942–2013), Filmregisseur, Autor und Dozent
- Dieter Glietsch (* 1947), Staatssekretär für Flüchtlingsfragen, Polizeipräsident a. D. in Berlin
- Inga Schneider (* 1968), Biathletin
- Stephan Leyhe (* 1992), Skispringer

### Persönlichkeiten, die vor Ort gewirkt haben
- Heinrich Vogeler (1872–1942), Künstler, entwarf das Stryckhaus
- Carl Weidemeyer (* 1882; † 1976), Architekt, lebte einige Zeit in Willingen
- Wolfgang Paul, (* 1940), Fußballtrainer bei SC Willingen
- Jochen Behle (* 1960), ehemaliger Skilangläufer und Bundestrainer im Skilanglauf, lebt im Ortsteil Schwalefeld und startete für den SC Willingen
- Tobias Lindner (* 1961), ehemaliger Biathlet, wuchs in Willingen auf und startete für den SC Willingen
- Klaus Huber (* 1968), ehemaliger Skispringer, Skisprung-Cheftrainer beim SC Willingen
- Petra Behle (* 1969), ehemalige Biathletin, startete für den SC Willingen
- Stephanie Müller (* 1985), ehemalige Biathletin, lebt in Willingen und startete für den SC Willingen
- Nadine Horchler (* 1986), Biathletin, startet für den SC Willingen
- Anna Häfele (* 1989), Skispringerin, startete für den SC Willingen